# 皇国地誌
皇国地誌（こうこくちし）は、明治初期の未完に終わった官撰地誌編纂事業。刊行されなかったが、残存する原稿や控えは「皇国地誌残稿」「郡村誌」（ぐんそんし）と呼ばれ、貴重な史料となっている。
明治新政府は国土把握には史誌地誌編纂が必要と考え、奈良時代の風土記に倣った官撰地誌編纂を計画し太政官正院地誌課を新設した。さらに各府県へ所属郡内すべての村について、詳細な調査報告書の提出を命じた。編纂には内務省地理寮（国土地理院の前身）があてられた。
1872年（明治5年）頃から始められたが難航、紆余曲折ののち1884年（明治17年）に打ち切られ、大日本国誌編纂事業に引き継がれたが、これも安房国1冊の刊行に留まっている。残稿は東京帝国大学に所蔵されていたが、関東大震災により大半が焼失してしまった。

## 沿革
明治政府には民部省地理司が設けられていたが、地租改正に向けた測量事業を主務とし、掌提事務のひとつだった地誌編纂は着手されなかった。民部省が大蔵省と合併して租税寮地理課となると、この傾向は強まった。一方、文部省は設立後すぐに教科書用として簡易な地誌を作成し、陸軍省も各府県へ指令（明治5年 陸軍省令第72号）を出し、詳細な地勢をはじめ、城郭城址、食料生産、運送会社など兵站面を重視した調査を進めていた。
- 1872年（明治5年9月24日） 太政官達第288号「皇國地誌編集一切正院に管轄す」[3]
- 1872年（明治5年10月） ウィーン万国博覧会に出陳する「日本地誌提要」の編纂開始（翌年3月完了し、国内でも1874～1879年に刊行）
- 1873年（明治6年）5月5日 宮城火災により史料多数を焼失
- 1875年（明治8年）6月5日 開拓使と府県にあてた太政官達第97号「皇國地誌編輯例則並びに著手方法を定む」[4]により、具体的な指示が出される（11月12日付太政官達第196号で補足）
- 1875年（明治8年）7月3日 内務省火災により史料多数を焼失
- 1878年（明治11年）1月10日 内務省地理局（局長桜井勉）に地誌課が発足、塚本明毅が編纂にあたる
  - 組織の変転（地理寮→修史局→修史館→地理局）による人員交代が相次いでいたが、ここでようやく安定
- 1884年（明治17年）7月 府県委託による編纂が進まず（達成率は2割未満とされる）打ち切られる
- 1885年（明治18年） 桜井により地理局直轄編纂に改められ、塚本の死去により河田羆が編纂にあたる
  - この時点で、府県から集めた資料草稿は2400部
- 1886年（明治19年） 桜井以下の実地調査による「大日本国誌 安房 第三巻」が刊行（刊行されたのはこの1冊のみ）
- 1890年（明治23年） 桜井が転出し、業務が帝国大学文科大学に移管され地誌編纂掛が設置される
- 1891年（明治24年）3月 地誌編纂掛、臨時編年史編纂掛と合併し史誌編纂掛となる
- 1893年（明治26年）4月10日 史誌編纂掛廃止、事業停止が決定する
- 1923年（大正12年） 関東大震災により東京帝国大学附属図書館とともに約6400冊の残稿の大半が焼失

## 現存例
史料編纂掛（東京大学史料編纂所の前身）に貸し出し中で被災を免れた残稿、各府県が作成した控えや草稿が一部で復刻、出版されている。
- 残存稿本
  - 東京大学史料編纂所 「大日本国誌」 第2巻 武蔵国、第2巻 東京、第2巻 横浜、第4巻 上総国、第6巻 常陸国、第7巻 相模国、第14巻 志摩国、第15巻 伊勢国、第16巻 伊賀国、第17巻 上野国 （震災による焼失を免れた原本）
  - ゆまに書房による翻刻版 『大日本国誌』(1988)[5] 武蔵国（全14巻）、東京（全3巻）、横浜・鎌倉（全2巻）、上総国（全3巻）、常陸国（全3巻）、相模国（全4巻）、志摩国（全1巻）、伊勢国（全9巻）、伊賀国（全3巻）、上野国（全1巻）
  - 神奈川県 『神奈川県皇国地誌相模国鎌倉郡村誌』神奈川県図書館協会(1991)

- 府県の控え
  - 宮城県 「皇国地誌」宮城県図書館蔵（地誌26冊、附図495舗、『広瀬川ハンドブック』仙台都市総合研究機構(2001)に抜粋が収録）
  - 埼玉県 『武蔵国郡村誌』埼玉県立図書館(1953)（県の控えだが、上記の様に原本も残っていた）
  - 長野県 『長野県町村誌』長野県町村誌刊行会(1936)
  - 新潟県 『大日本国誌 越後国（全6巻）』ゆまに書房(1988)（編纂未完了）
  - 石川県 『石川県史資料 近代篇1』石川県立図書館(1974)ほか（一部散逸）
  - 京都府 「京都府地誌」京都府立総合資料館蔵（山城地方と京都市街の写本）
  - 山口県 山口県図書館蔵（？）
  - 宮崎県 『日向地誌』日向地誌刊行会(1929)（5郡376町村）

- 郡村の控えや草稿
  - 福島県 『信達二郡村誌』香雪精舎(1900)（信夫郡と伊達郡、担当した編輯係自身による出版）
  - 神奈川県 『神奈川縣皇國地誌殘稿』神奈川県図書館協会(1964)（橘樹郡から津久井郡10郡147村の郡誌村誌を収集したもの）
  - 千葉県 『房総叢書. 第2輯』房総叢書刊行会(1914)に含まれる「上総国誌稿 上,中」（地理局員の調査報告書）
  - 岡山県 「美作国勝北郡誌」岡山県立図書館蔵（勝北郡が作成した郡誌）

なお、明治8年に「皇国地誌攬要」という書籍が刊行されているが、全く別のもので、皇国地誌を指して「明治初期に成立した」とする誤りの一因と見られる。

## 関連事項
- 河田羆
- 明治政府の修史事業 - 未刊に終わった国撰史書『大日本編年史』について言及がある。

## 参考資料
1. ↑  石田龍次郎「皇国地誌の編纂 : その経緯と思想」『社会学研究』第8号、一橋大学、1967年3月、1-61頁、doi:10.15057/9626、ISSN 05597102、NAID 110007623817。
2. ↑  大日本国誌 安房 第三巻近代デジタルライブラリー 国立国会図書館
3. ↑  法令全書［第7冊］明治5年近代デジタルライブラリー 国立国会図書館
4. ↑  法令全書［第10冊］明治8年近代デジタルライブラリー 国立国会図書館
5. ↑  地方史データベース日本福祉大学付属図書館
6. ↑  皇国地誌攬要［第1冊］巻之1 総論，五畿内近代デジタルライブラリー 国立国会図書館